# Хуліо Сесар Урібе
Хуліо Сесар Урібе (ісп. Julio César Uribe, нар. 9 травня 1958, Ліма) — перуанський футболіст, що грав на позиції півзахисника, нападника. По завершенні ігрової кар'єри — тренер.
Виступав, зокрема, за клуб «Кальярі», а також національну збірну Перу.

## Клубна кар'єра
Народився 9 травня 1958 року в місті Ліма. Вихованець футбольної школи клубу «Спортінг Крістал». На професійному рівні Урібе дебютував 10 грудня 1975 року в матчі проти «Альянса Ліми». У складі столичної команди він неодноразово вигравав національний чемпіонат. У 1981 році увійшов до числа найкращих футболістів Південної Америки.

Урібе під час виступів за «Кальярі».

У 1982 році Урібе перебрався до італійського «Кальярі», який виступав у той час в Серії А. Однак за підсумками чемпіонату команда залишила еліту і наступні 2 сезони він виступав у Серії B. Більшість часу, проведеного у складі «Кальярі», був основним гравцем команди.
1985 року Хуліо повернувся в «Спортінг Крістал», а з наступного року грав у Колумбії за клуби «Атлетіко Хуніор» та «Америка де Калі».
1997 року став гравцем мексиканської «Америки», з якою став чемпіоном країни, а проте був змушений покинути клуб через конфлікт з деякими гравцями й у вересні 1988 року повернувся в «Спортінг Крістал», з яким втретє у своїй кар'єрі став чемпіоном Перу.
З 1989 року грав за «Америку де Калі» та «Естудіантес Текос», а потім знову грав за «Спортінг Крістал», з яким вчетверте виграв національний титул чемпіона.
Завершував професійну ігрову кар'єру в колумбійських клубах «Індепендьєнте Медельїн» та «Енвігадо», за які виступав до 1993 року.

## Виступи за збірну
10 жовтня 1979 року дебютував в офіційних іграх у складі національної збірної Перу в домашньому товариському матчі проти збірної Парагваю (2:3).
У складі збірної був учасником чемпіонату світу 1982 року в Іспанії, на якому зіграв у всіх трьох матчах проти Камеруну (0:0), Італії (1:1) та Польщі (1:5). Крім того, брав участь у Кубку Америки 1987 року в Аргентині та Кубку Америки 1989 року у Бразилії, Свій останній матч за національну команду Урібе провів 27 серпня 1989 року в рамках відбіркового турніру до чемпіонату світу 1990, в якому перуанці вдома програли збірній Уругваю з рахунком 0:2. Протягом кар'єри у національній команді, яка тривала 11 років, провів у формі головної команди країни 39 матчів, забивши 9 голів.

## Кар'єра тренера
Розпочав тренерську кар'єру в клубі «Карлос Маннуччі», де був граючим тренером. 1995 року став головним тренером «Депортіво Мунісіпаль», але того ж року після вдалих виступів перейшов на роботу у «Альянса Ліма».
1996 року став тренером мексиканського «Естудіантес Текос», з яким виграв свій перший тренерський трофей — Кубок володарів кубків КОНКАКАФ. Згодом протягом 1996—1997 років очолював тренерський штаб клубу «Атлетіко Хуніор», а протягом 1998 року працював у клубах «Хуан Ауріч» та знову «Естудіантес Текос».
2000 року очолив молодіжну збірну Перу, а незабаром перейшов на роботу в національну збірну, з якою пропрацював до 2002 року. Хуліо не вдалося пройти кваліфікацію на чемпіонат світу 2002 року, після завершення якої Урібе покинув команду. До цього він керував командою на Кубку Америки 2001 року у Колумбії, дійшовши зі збірною до чвертьфіналу. Також у збірній у Хуліо були проблеми з пресою, що критикувала його за виклики свого сина Едсона Урібе.
Згодом у 2002 та 2004 роках він знову керував мексиканським «Естудіантес Текосом», а потім працював з перуанським «Сьенсіано». Після низки хороших виступів і перемоги в Клаусурі, 2007 року знову був призначений на посаду головного тренера збірної Перу, але очолював команду лише в семи іграх, включно з Кубком Америки 2007 року у Венесуелі, де перуанці дійшли до чвертьфіналу.
Після цього Урібе повернувся в «Сьенсіано», після якого працював з іншими місцевими командами «Хосе Гальвес», «Уніон Комерсіо» та «Універсідад Сан-Мартін».

## Титули і досягнення

### Як гравця
- Чемпіон Перу (4):

«Спортінг Крістал»: 1979, 1980, 1988, 1991
- Чемпіон Мексики (1):

«Америка»: 1987/88

### Як тренера
- Володар Кубка володарів кубків КОНКАКАФ (1):

«Естудіантес Текос»: 1995
- Переможець Клаусури Перу (1):

«Сьенсіано»: 2006